# 32e division d'infanterie (Allemagne)
Pour les articles homonymes, voir 32e division.
La  32e division d'infanterie est une des divisions d'infanterie de l'armée allemande (Wehrmacht) durant la Seconde Guerre mondiale.

## Théâtres d'opérations
- 1er septembre au 6 octobre 1939 : Campagne de Pologne
- 10 mai 1940 : Bataille de France avec la traversée des Ardennes
- 8 février - 2 mai 1942 : Poche de Demiansk